# Olaf Iversen
Olaf Iversen (27 agosto 1894 – 11 settembre 1921) è stato un calciatore norvegese, di ruolo attaccante.

## Carriera

### Club
Iversen vestì la maglia del Mercantile.

### Nazionale
Disputò una partita per la Norvegia. Il 25 ottobre 1914, infatti, fu titolare nella sconfitta per 7-0 contro la Svezia.